# Уряд Демократичної Республіки Конго
Уряд Демократичної Республіки Конго — вищий орган виконавчої влади Демократичної Республіки Конго.

## Голова уряду
- Прем'єр-міністр — Семі Бадібанга Нтіта (англ. Samy Badibanga Ntita).
- Віце-прем'єр-міністр — Жозе Макіла (англ. Jose Makila).
- Віце-прем'єр-міністр — Леонард Ше Окітунду (англ. Leonard She Okitundu).
- Віце-прем'єр-міністр — Еммануель Рамазані Шадарі (англ. Emmanuel Ramazani Shadary).

## Кабінет міністрів
Склад чинного уряду подано станом на 27 грудня 2016 року.
| Логотип | Міністерство                                                                 | Міністр                                                    | Фото | Час на посаді | Час на посаді | Партія | Партія | Вебсайт |
| ------- | ---------------------------------------------------------------------------- | ---------------------------------------------------------- | ---- | ------------- | ------------- | ------ | ------ | ------- |
|         | Міністерство базової, середньої та професійної освіти                        | Гастон Мусма (Gaston Musema)                               |      |               |               |        |        |         |
|         | Міністерство бюджету                                                         | П'єрр Кангудіа Мбаї (Pierre Kangudia Mbayi)                |      |               |               |        |        |         |
|         | Міністерство вищої освіти                                                    | Стівенс Мбікаї Мабулукі (Steves Mbikayi Mabuluki)          |      |               |               |        |        |         |
|         | Міністерство внутрішніх справ                                                | Еммануель Рамазані Шадарі (Emmanuel Ramazani Shadary)      |      |               |               |        |        |         |
|         | Міністерство громадських служб                                               | Мішель Бонгонго Іколі (Michel Bongongo Ikoli)              |      |               |               |        |        |         |
|         | Міністерство гірничої промисловості                                          | Мартін Кабвелулу Лабіло (Martin Kabwelulu Labilo)          |      |               |               |        |        |         |
|         | Міністерство децентралізації та інституційної реформи                        | Азаріас Руберва (Azarias Ruberwa)                          |      |               |               |        |        |         |
|         | Міністерство екології і сталого розвитку                                     | Атіс Кабонго Калонжи (Atis Kabongo Kalonji)                |      |               |               |        |        |         |
|         | Міністерство економіки                                                       | Модесте Бахаті Луквебо (Modeste Bahati Lukwebo)            |      |               |               |        |        |         |
|         | Міністерство енергетики і водних ресурсів                                    | П'єр Анатоль Матусіла (Pierre Anatole Matusila)            |      |               |               |        |        |         |
|         | Міністерство з прав людини                                                   | Марі Анге Мушобуека (Marie Ange Mushobueka)                |      |               |               |        |        |         |
|         | Міністерство зайнятості, праці і соціального забезпечення                    | Ламберт Матуку (Lambert Matuku)                            |      |               |               |        |        |         |
|         | Міністерство зв'язку та медіа                                                | Ламберт Менде Омаланга (Lambert Mende Omalanga)            |      |               |               |        |        |         |
|         | Міністерство земельних ресурсів                                              | Фелікс Кабанге Нумбі (Felix Kabange Numbi)                 |      |               |               |        |        |         |
|         | Міністерство зовнішньої торгівлі                                             | Божи Сангара Баманьїре Айме (Boji Sangara Bamanyirue Aime) |      |               |               |        |        |         |
|         | Міністерство закордонних справ і регіональної інтеграції                     | Леонард Ше Окітунду (Leonard She Okitundu)                 |      |               |               |        |        |         |
|         | Міністерство зі зв'язків із парламентом                                      | Джастін Бітаквіра (Justin Bitakwira)                       |      |               |               |        |        |         |
|         | Міністерство інфраструктури, житлово-комунального господарства і будівництва | Томас Лухака Лосенджола (Thomas Luhaka Losendjola)         |      |               |               |        |        |         |
|         | Міністерство культури                                                        | Венант Тшипаса Вангі (Venant Tshipasa Vangi)               |      |               |               |        |        |         |
|         | Міністерство культури і мистецтв                                             | Сілвейн Моріс Машеке (Sylvain Maurice Masheke)             |      |               |               |        |        |         |
|         | Міністерство малого і середнього бізнесу                                     | Євген Серуфулі Нгаябасека (Eugene Serufuli Ngayabaseka)    |      |               |               |        |        |         |
|         | Міністерство молоді та прийому громадянства                                  | Магуй Кіала Боленга (Maguy Kiala Bolenga)                  |      |               |               |        |        |         |
|         | Міністерство науки                                                           | Бамбока Лобенді (Bamboka Lobendi)                          |      |               |               |        |        |         |
|         | Міністерство нафтової промисловості                                          | Айме Нгой Мукена (Aime Ngoy Mukena)                        |      |               |               |        |        |         |
|         | Міністерство оборони                                                         | Кріспін Атама Табе (Crispin Atama Tabe)                    |      |               |               |        |        |         |
|         | Міністерство охорони здоров'я                                                | Ілунга Каленга (Ilunga Kalenga)                            |      |               |               |        |        |         |
|         | Міністерство планування                                                      | Жан Люсьєн Бусса (Jean Lucien Bussa)                       |      |               |               |        |        |         |
|         | Міністерство пошти, телекомунікацій і нових технологій                       | Амі Амбатомбе Нонголо (Ami Ambatombe Nnongolo)             |      |               |               |        |        |         |
|         | Міністерство промисловості                                                   | Марсель Іллунга Леху (Marcel Ilunga Lehu)                  |      |               |               |        |        |         |
|         | Міністерство професійної освіти, зайнятості та ремесел                       | Гай Мікулу Помбо (Guy Mikulu Pombo)                        |      |               |               |        |        |         |
|         | Міністерство риболовлі й тваринництва                                        | Жан-Марі Буламбо Кілошо (Jean-Marie Bulambo Kilosho)       |      |               |               |        |        |         |
|         | Міністерство розвитку сільських регіонів                                     | Мартін Нтумба Букаса (Martine Ntumba Bukasa)               |      |               |               |        |        |         |
|         | Міністерство соціальної політики та гуманітарних акцій                       | Палуку Кісака Єреєре (Paluku Kisaka Yereyere)              |      |               |               |        |        |         |
|         | Міністерство спорту                                                          | Віллі Баконга (Willy Bakonga)                              |      |               |               |        |        |         |
|         | Міністерство співробітництва та розвитку                                     | Клемент Канку Букаса (Clement Kanku Bukasa)                |      |               |               |        |        |         |
|         | Міністерство сільського господарства                                         | Патрік Майомбе Мумбіоко (Patrick Mayombe Mumbioko)         |      |               |               |        |        |         |
|         | Міністерство транспорту і зв'язку                                            | Жозе Макіла (Jose Makila)                                  |      |               |               |        |        |         |
|         | Міністерство туризму                                                         | Андре Моке Санза (Andre Moke Sanza)                        |      |               |               |        |        |         |
|         | Міністерство у справах статі, сім'ї та дітей                                 | Марі Луїз Мванге (Marie Louise Mwange)                     |      |               |               |        |        |         |
|         | Міністерство урбанізації та житла                                            | Жозеф Коконянгі (Joseph Kokonyangi)                        |      |               |               |        |        |         |
|         | Міністерство фінансів                                                        | Енрі Яв Муланг (Henri Yav Mulang)                          |      |               |               |        |        |         |
|         | Міністерство юстиції                                                         | Алексіс Тамбве Мвамба (Alexis Thambwe Mwamba)              |      |               |               |        |        |         |
|         | Міністр без портфеля                                                         | Вів'єн Мумба Матіпа (Wivine Mumba Matipa)                  |      |               |               |        |        |         |
|         | Міністр зі зв'язків із парламентом Демократичної Республіки Конго            | Тріфон Кін-Кіей Мулумба (Tryphon Kin-Kiey Mulumba)         |      |               |               |        |        |         |